# José Rujano

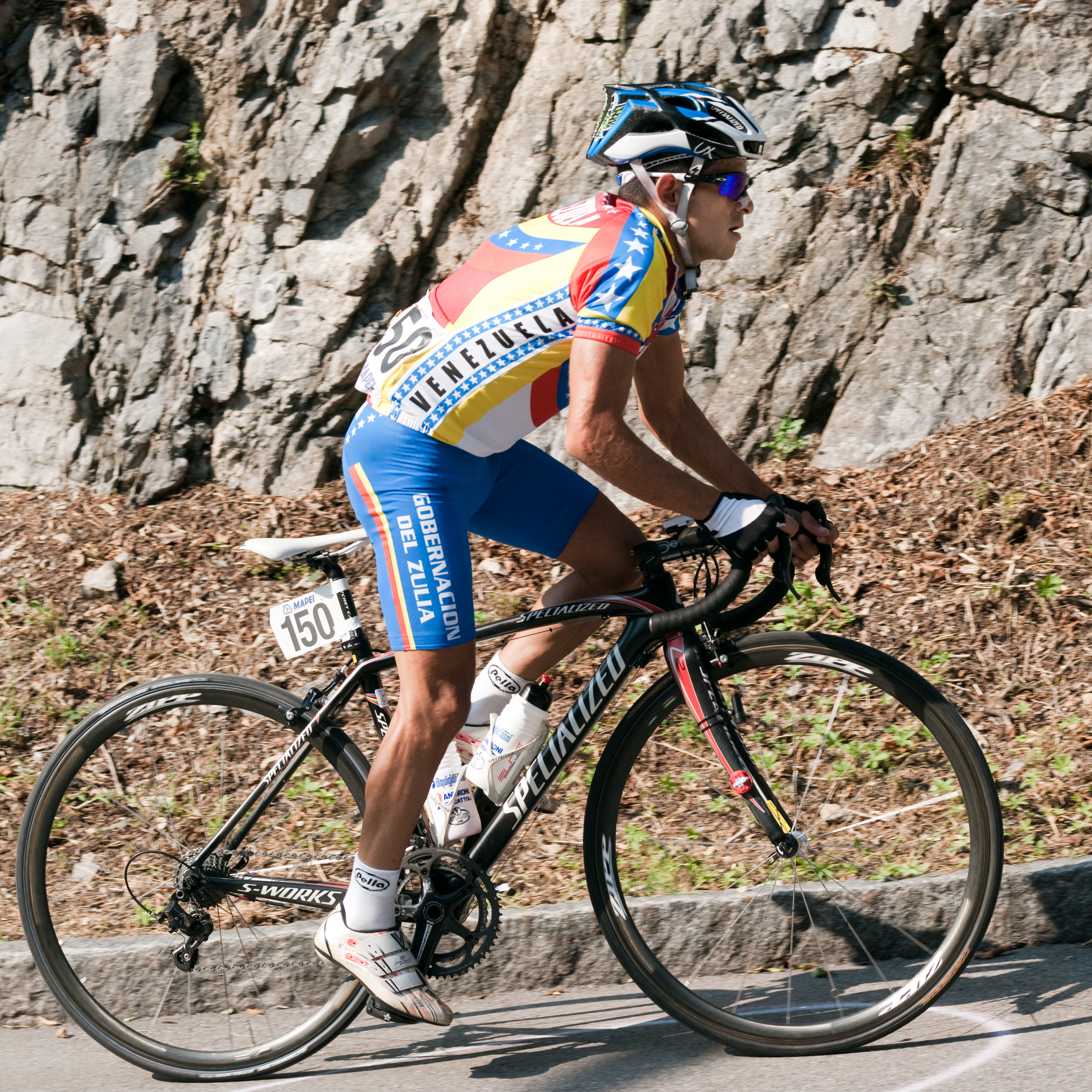

José Humberto Rujano Guillen, (Santa Cruz de la Mora, 18 de fevereiro de 1982) é um ciclista venezuelano, conhecido por ser um escalador nato.
Ao longo da sua carreira passou pela equipe Selle Italia (2003-2006), sendo que a meio da época de 2006 se transferiu para a equipe Quick-Step Innergetic. Devido aos fracos resultados, foi despedido no final da época, e acabou por ser uma contratação de luxo da Unibet para a temporada 2007.
Na sua carreira destacam-se os seus sucessos do Giro de 2005, onde ganhou a classificação da montanha, acabou em 3º da geral, vencendo a 19ªetapa

## Palmares
1x Vuelta a Colômbia  ('09)
1x  Vuelta Ciclista a Venezuela  ('09)
4x vencedor Vuelta al Tachira ('15, '10, '05, '04)
1x vencedor Tour de Langkawi + 1 etapa ('10)

José Rujano

1x KOM Lider Montanha Giro d'Italia  ('05)
3x etapas Giro d'Italia  ('11, '05)
11x etapas Vuelta al Tachira   ('15, '10, '09, '05, '04, '02)
3x Campeonato da Venezuela de Ciclismo Contrarrelógio ('13, '09, '07)
1x etapa Clásico RCN (03)
1x vencedor Clásico Ciclístico Banfoandes (05)
1ª Etapa (contrarrelógio por equipas) Settimana Internazionale Coppi e Bartali (11)
Equipas:
- 2013 Vacansoleil - DCM
- 2012 Androni Giocattoli - Venezuela
- 2011 Androni Giocattoli - Serramenti PVC Diquigiovanni
- 2010 ISD - Neri
- 2008 Caisse d'Epargne
- 2007 Unibet.com
- 2006 Quickstep - Innergetic
- 2006 Selle Italia - Serramenti Diquigiovanni
- 2005 Colombia - Selle Italia
- 2004 Colombia - Selle Italia
- 2003 Colombia - Selle Italia

## Equipas Amadoras
- 2009 Gobernación del Zulia
- 2010 Gobernación del Zulia
- 2014 Boyacá se Atreve
- 2015 Gobernación de Mérida
- 2015 Coordinadora–FundaRujano
- 2016 Multi Repuestos Bosa

- 2016-2017 Gobernación de Mérida
- 2019 Venezuela País de Futuro–Fina Arroz
- 2019 US Lamentinois
- 2021 Team Osorio Grupo Ciclismo